# Станкевич Віра Костянтинівна
Віра Костянтинівна Станкевич (нар. 15 квітня 1988) — українська футболістка, захисниця.

## Життєпис
Футбольну кар'єру розпочала в «Легенді». У складі чернігівського клубу в 2004 році дебютувала у чемпіонаті України. У команді відіграла 8 сезонів, за цей час у Вищій лізі зіграла 110 матчів та відзначилася 22-а голами. Триразова чемпіонка України та дворазова володарка кубку країни. По завершенні сезону 2012 року завершила футбольну кар'єру.

## Досягнення
«Легенда»
- Вища ліга чемпіонату України
  -  Чемпіон (3): 2005, 2009, 2010
  -  Срібний призер (4): 2004, 2006, 2008, 2011
  -  Бронзовий призер (1): 2007

- Кубок України
  -  Володар (2): 2005, 2009
  -  Фіналіст (6): 2004, 2006, 2007, 2008, 2010, 2011

- Italy Women's Cup
  -  Володар (1): 2006
  -  Фіналіст (1): 2005